# Another Cinderella Story
Another Cinderella Story (bra: Outro Conto da Nova Cinderela; prt: A História da Cinderela 2) é um filme de comédia romântica de 2008 dirigido por Damon Santostefano e Protagonizado por Selena Gomez e Drew Seeley. Foi lançado direto para DVD pela Warner Premiere em 16 de setembro de 2008. Foi lançado em DVD no Reino Unido em 27 de outubro de 2008. É uma sequência temática para o filme de 2004 A Nova Cinderela, estrelado por Hilary Duff, reprisando os mesmos temas e situações, mas não contendo personagens do filme anterior.
Foi filmado em Vancouver, Colúmbia Britânica, Canadá ao longo de janeiro de 2008, e foi classificado como o filme número um no cabo em vários dados demográficos chave quando foi ao ar na ABC Family em 18 de janeiro de 2009. A trilha sonora chegou ao número oito na tabela trilha sonora da Billboard, com um único mapeamento na posição 58 na Billboard Hot 100. Ele ganhou o 2010 Writers Guild of America Award para forma de roteiro ao longo das crianças ou especiais. O filme, ocasionalmente, vai ao ar no Disney Channel e ABC Family.
A terceira sequência, Cinderella Once Upon a Song, foi lançada em 2011 e estrelado por Lucy Hale e Freddie Stroma.

## Sinopse
Mary (Selena Gomez) perde a mãe dançarina ainda criança , e passa a viver com Dominique Blatt (Jane Lynch), uma cantora pop que caiu no esquecimento, e suas duas filhas. Quando Joey Parker (Drew Seeley) retorna de uma turnê, e vai estudar em sua escola, as coisas mudam. Está chegando o baile de máscaras Branco & Preto onde Natalia, ex de Joey, o procura. Mary chega ao baile com sua melhor amiga, onde se destaca por estar de vestido vermelho. Ela e Joey se conhecem e ele a convida para dançar. Mary vê que já chegou meia noite, e sai correndo com sua amiga, deixando cair seu iPod. Joey o acha, e faz de tudo para encontrar a menina com quem dançou.

## Elenco

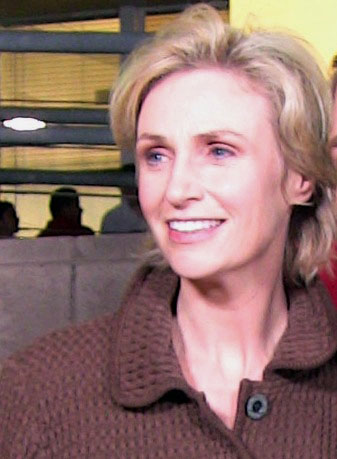
Jane Lynch deu vida a vilã Dominique Blatt

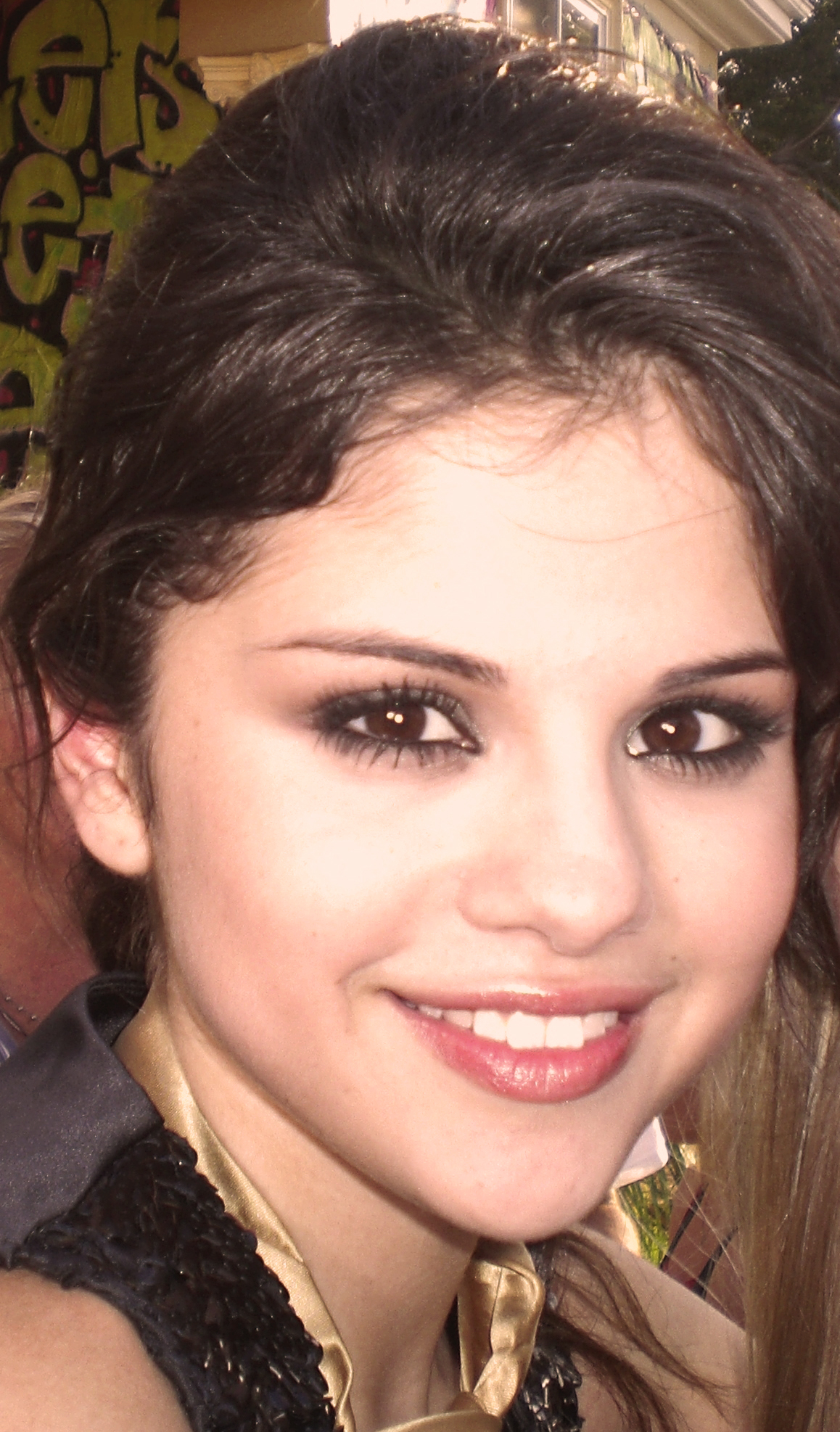
Selena Gomez deu vida a protagonista Mary Santiago

| Elenco                 | Papel            |
| ---------------------- | ---------------- |
| Selena Gomez           | Mary Santiago    |
| Drew Seeley            | Joey Parker/J.P. |
| Jane Lynch             | Dominique Blatt  |
| Jessica Parker Kennedy | Tami             |
| Emily Perkins          | Britt Blatt      |
| Katharine Isabelle     | Bree Blatt       |
| Nicole LaPlaca         | Natalia Faroush  |
| Marcus T. Paulk        | Dustin/ The Funk |

## Trilha Sonora
1. "Tell Me Something I Don’t Know" - Selena Gomez
2. "New Classic" - Drew Seeley & Selena Gomez
3. "Hurry Up & Save Me" - Tiffany Giardina
4. "Just That Girl" - Drew Seeley
5. "Bang A Drum" - Selena Gomez
6. "1st Class Girl" - Marcus T. Paulk, participação de Drew Seeley
7. "Hold 4 You" - Jane Lynch
8. "Valentine’s Dance Tango" - The Twins
9. "No Average Angel" - Tiffany Giardina
10. "Don’t Be Shy — Small Change featuring" Lil' JJ & Chani
11. "X-Plain it to My Heart" - Drew Seeley
12. "New Classic" (Live Performance) - Drew Seeley & Selena Gomez
13. "Another Cinderella Story" - Score Suite — Performance e composição por John Paesano
14. "New Classic" (Acoustic Version)- Drew Seeley